# Острожецька сільська рада (Баранівський район)
Острожецька сільська рада — колишня адміністративно-територіальна одиниця та орган місцевого самоврядування у Баранівському районі Волинської округи, Київської та Житомирської областей Української РСР з адміністративним центром у селі Острожок.

## Населені пункти
Сільській раді на час ліквідації були підпорядковані населені пункти:
- с. Млини
- с. Острожок
- с. Рудня

## Населення
Кількість населення ради, станом на 1923 рік, становила 1 590 осіб, кількість дворів — 352.

## Історія та адміністративний устрій
Створена 1923 року в складі сіл Острожок, хуторів Млини, Рудня-Острожок (згодом — Рудня) та урочища Смолярня Рогачівської волості Новоград-Волинського повіту Волинської губернії. 18 лютого 1923 року до складу ради передано ур. Паром Климентальської сільської ради та х. Хребча Рогачівської сільської ради. 7 березня 1923 року увійшла до складу новоствореного Баранівського району Житомирської (згодом — Волинська) округи. У 1941 році урочища Паром та Смолярня не значилися на обліку населених пунктів. 19 серпня 1925 року до складу ради включено с. Станіславівка Тартацької сільської ради Баранівського району. 15 березня 1929 року підпорядковано с. Жовте та колонію Червоний Двір Кам'янобрідської сільської ради Баранівського району. 13 червня 1930 року, відповідно до наказу Волинського ОВК № 38 «Про утворення нових сільрад у Волинській окрузі», села Жовте, Станіславівка та Червоний Двір передані до складу новоствореної Жовтенської сільської ради Баранівського району. У 1946 році х. Хребча переданий до складу Немильнянської сільської ради Баранівського району.
Станом на 1 вересня 1946 року сільська рада входила до складу Баранівського району Житомирської області, на обліку в раді перебували с. Острожок та хутори Млини і Рудня.
Ліквідована 11 серпня 1954 року, відповідно до указу Президії Верховної ради Української РСР «Про укрупнення сільських рад по Житомирській області», територію та населені пункти ради приєднано до складу Рогачівської сільської ради Баранівського району Житомирської області.